# Pierre Amalric
Pour les articles homonymes, voir Amalric.
Pierre Amalric est un ophtalmologue, né le 24 juin 1923 à Vielmur-sur-Agout (Tarn) et mort le 11 juin 1999 à Albi (Tarn).

## Vie professionnelle

### Études
Fils d'un médecin généraliste, pendant son adolescence, Pierre ne montrait aucun intérêt pour la médecine au grand désespoir de son père, s'intéressant d'abord aux sciences humaines, aux arts et à l'histoire. Mais il travaille dans le cabinet de son père dès 1940 et suit ses traces en entamant des études de médecine à Toulouse la même année. Il obtient parallèlement un diplôme en histoire. Pendant l'occupation allemande de Toulouse, il entre dans un réseau de résistance sous la direction d'un de ses professeurs. 
À la Libération de la France, de 1944 à 1945, il est affecté dans diverses unités militaires et des hôpitaux où il pratique la médecine générale. Il choisit la spécialisation ophtalmologie sous l'influence du professeur Calmettes à la clinique ophtalmologique, un ophtalmologiste qui est devenu son modèle. Il est nommé chef de clinique à la Faculté de médecine de Toulouse en 1953.
Il est élève du Pr Calmettes, du Pr Riser à la clinique neurologique et du Pr Guy Lazorthes. À la fin de ses études, il effectue une visite des principales universités européennes ayant une unité spécialisée sur l'œil. Amalric a eu de la chance de publier quelques détails de sa carrière dans le journal Survey of Ophthalmology.

### Carrière
Quelques années plus tard, il ouvre un cabinet, puis un Centre Ophtalmologique à Albi. C'est là qu'il exerce toute son activité professionnelle à partir de 1959 ; il y installe un matériel moderne pour examiner et traiter les affections de l'œil mais aussi continuer ses travaux de recherche. Il effectue les premières études françaises concernant l'angiographie fluorenscéinique de l'œil et introduit en France l'application du Laser à l'œil.
En 1966, un événement fortuit survient au cours de la réunion du Club Jules Gonin à Munich, en Allemagne. L'un des sujets de cette réunion est l'utilisation de l'angiographie fluorescente en ophtalmologie. À la fin de la réunion, Pierre Amalric se présente et voulait discuter de certaines des photos qu'il avait prises sur la circulation de la choroïde. 
Ses principales contributions médicales portaient sur la circulation de la choroïde, le traitement de la rétinopathie diabétique, et une description du Syndrome Triangle, qui porte son nom. Le sujet de ses papiers variait de l'enquête sur la mystérieuse disparition des navires de l'explorateur Jean-François Galaup de Lapérouse, né à Albi, aux différents problèmes oculaires lors de la période révolutionnaire française.
Patiemment, il constitue une bibliothèque importante de livres et revues ophtalmologiques internationales. Sa collection d'ouvrages contemporains alimente ses recherches bibliographiques, mais il accumule aussi les ouvrages anciens de médecine dont certains uniques et introuvables. À sa mort, il préparait un ouvrage d'histoire de l'ophtalmologie, dont sa conférence à la Société d'Ophtalmologie de Paris à l'occasion de la présentation du rapport Œil et Lumière donne un aperçu.

### Publications et travaux
Il a publié plus de 520 études parmi lesquelles la « première description d'un syndrome clinique nouveau de Génétique Ophtalmologique Dystrophie pigmentaire a minima au cours de la surdi-mutite » en 1960 (Diallinas-Amalric-Syndrom (d)),  « la description de l'anatomie et la pathologie de la choroide » entre 1959-1984, (ces travaux sont poursuivis aux États-Unis) ou le traitement de la « rétinopathie diabétique » à partir de 1958.

## Mécénat
Féru d'histoire depuis son enfance et très cultivé en ce domaine, il a écrit de nombreux articles en français et en anglais et préfacé Albi à travers les siècles de Roger Allaire en 1984 ainsi que L'art roman en albigeois de Jean-Louis Biget en 1986.

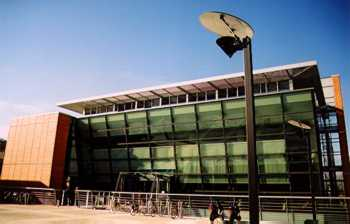
Médiathèque Pierre Amalric à Albi

Albigeois d'adoption, il a beaucoup fait pour la préservation du centre historique avec la création de l'« association de sauvegarde du Vieil Alby ». Il a financé de sa poche certaines restaurations : « On ne fait rien de bien sans abondance », avait-il dit en 1987.
Il admire le parcours du navigateur Jean-François de Galaup de Lapérouse et organise un symposium en 1985. À cette occasion, un tour de table des connaissances sur le grand explorateur est fait. Cette initiative aboutit en 1988, à l'ouverture du musée Lapérouse d'Albi. L'organisation de colloques médicaux à Albi, contribue à faire connaître la ville.
La ville d'Albi a rendu hommage à son œuvre pour la ville et son amour des livres en donnant son nom à la médiathèque ouverte en 2001.

## Distinctions

### Personnelles
- Commandeur de la Légion d'honneur ;
- Commandeur des Palmes académiques ;
- Croix de guerre 1939-1945 et médaille de la Résistance ;

### Professionnelles
- Membre de l'Academia ophtalmologica internationalis dont il fut secrétaire général ;
- membre de l'Académie nationale de médecine, de l'American Academy of Ophtalmology, de l'Académie de Médecine de Rome, du Royal College of Ophtalmologists (Londres)...
- Membre, vice-Président et membre d 'honneur à vie du Conseil International d'Ophtalmologie[4].
- Médaille d'Or Paul Chibret 1981
- Académie royale de Médecine de Belgique[7]

## Sources
1. 1 2 3 4  « À la mémoire de Pierre Amalric », Journal Français d'Ophtalmologie,‎ 2000 (lire en ligne)
2. ↑  (en) Pierre Amalric, « Recollections of European Ophthalmology in the 1940s and 1950s: A View from Albi », Survey of Ophthalmology, vol. 39,‎ 1995, p. 335-343
3. ↑  L' angiographie fluorescéinique, Imprimerie Charles-Lavauzelle, 1969, 412 p.
4. 1 2 3  « Pierre Amalric », Site « armb.de » de l'académie royale de Belgique (consulté le 27 décembre 2014)
5. ↑  Almaric 1991, p. 131-141.
6. ↑  P. M. Amalric: Nouveau type de degénérescence tapetoretinienne au cours de la sourdimutié. In:
Bulletins de la Société Médicale, Paris, 1960, Bd. 73, S. 196-212
7. ↑  « Pierre AMALRIC », sur www.armb.be, 20120824 (consulté le 13 janvier 2018)